# الیزابت آنیونوو
الیزابت آنیونوو (انگلیسی: Elizabeth Anionwu؛ زادهٔ ۲ ژوئیهٔ ۱۹۴۷) پرستار اهل بریتانیا است.
وی همچنین برندهٔ جوایزی همچون ۱۰۰ زن بی‌بی‌سی شده‌است.